# 拉斯·昂萨格
拉斯·昂萨格（挪威語：Lars Onsager，1903年11月27日—1976年10月5日），挪威出生的美国化学家。他因发现非平衡态热力学的一般关系，提出了倒易关系而获得1968年诺贝尔化学奖。

## 生平
拉斯·昂萨格1903年出生于挪威奥斯陆。1925年，他取得挪威理工学院化学工程学学位，并于同年前往当时欧洲物理化学研究的中心——瑞士苏黎世联邦理工学院从事电解质溶液的研究。1928年，昂萨格转往美国，开始在霍普金斯大学担任教职。1929年，由于教学成绩欠佳，昂萨格被霍普金斯大学解聘，被迫前往布朗大学。他于1935年在耶鲁大学完成博士论文并与1945年成为耶鲁大学教授。1976年去世于佛罗里达州迈阿密。